# الطاغية (فلم)
الطاغية فلم درامي مصري من إخراج: شريف يحيى، تأليف: أحمد صالح.

## القصة
سامي طبيب شاب يقرر أن يعود من جديد إلى قريته من جديد لكى يعمل بها ويفتتح عيادة طبية في القرية، ويعجب بجميلة ابنة محمود الرشيدي الذي يعد من أغنى رجال القرية، وهو لا يعلم في الأساس أنه تاجر مخدرات وتسبب في الماضي في مقتل والده، ويعلم بهذه الحقيقة يوم زفافه على جميلة بعد أن ينتحي به جابر جانبًا ويحكي له.

## طاقم التمثيل[1]
| - عزت العلايلي - فاروق الفيشاوي - ليلى علوي - حسين الشربيني - إبراهيم عبد الرازق - صلاح نظمي - أحمد دياب | - علية عبد المنعم - حسني عبد الجليل - زيزي مصطفى - عبد السلام محمد - فايد محمد فايد - هريدي عمران - إيناس شلبي | - حسان اليماني (حسان فضل) - حسين عرعر - فكري طه - حللي محمد - محمد أبو حشيش - نجوى سلطان - محمد عبد الرحيم يحيى |

## وصلات خارجية
- مقالات تستعمل روابط فنية بلا صلة مع ويكي بيانات